# Silnice II/141
Silnice II/141 je komunikací II. třídy v Jihočeském kraji, v okresech Prachatice, Strakonice a České Budějovice. Začátek: Volary -Prachatice-Těšovice-Bavorov-Svinětice-Vodňany-Číčenice-Temelín a v Týně nad Vltavou končí.

## Popis
Propojuje mezi sebou silnici I/39 ve Volarech, silnici II/165 v Blažejovicích, silnici II/143 v Prachaticích, silnici II/145 u Těšovic, silnice II/140 a II/142 v Bavorově, silnice I/20 ve Vodňanech, silnici II/138 v Temelíně, a silnici II/105 v Týně nad Vltavou kde končí.
Celková délka této silnice je 62 km.

## Popis trasy
0 km začíná ve Volarech na náměstí výjezdem ze silnice I/39 (Lenora – České Budějovice).
6,8 km most přes Blanici
7,7 km napojení silnice II/165 směr Zbytiny, průjezd Blažejovice
9,9 km odklon na silnici III. směr Albrechtovice
12 km průjezd Libínské Sedlo
19,1 km křižování se silnicí II/143 směr Křemže, průjezd Prachatice
23,5 km křižování se silnicí II/145 u Těšovic (Petrovice u Sušice-Vimperk-Netolice-Češnovice)
24 km most přes Blanici v Těšovicích, průjezd Těšovice
26,2 km průjezd vesnicí Žíchovec
28,3 křižování se silnicí III. (Vlachovo Březí – Strunkovice nad Blanicí)
29 km křižování se silnicí III. (Tvrzice – Strunkovice nad Blanicí)
30 km odbočka do vesnice Blanice
31,9 km odbočka na vesnici Hájek
33,3 křižování silnice II/142 (Volyně – Netolice) v Bavorově, průjezd Bavorov
34 km napojování silnice II/140 (Bavorov-Pivkovice-Ražice-Písek)
35,8 průjezd Svinětice
37,4 km most přes Blanici za Sviněticemi směr Vodňany
43,5 Průjezd Vodňany
44 km křižování silnice I/20 (České Budějovice-Plzeň-Karlovy Vary)
46 km železniční přejez Číčenice
46,5 průjezd Číčenice
48,2 km železniční přejezd
57 km křižování silnice II/138 (Záhoří-Kočín) v Temelíně, průjezd Temelín
58,2 km železniční přejezd
59,8 km odbočka na Bohunice
62 km křižování se silnicí II/105 (Petrovice – Bavorovice) a konec silnice II/141 v Týně nad Vltavou